# Aureliu Ciocoi
Aureliu Ciocoi (Chișinău, 5 giugno 1968) è un diplomatico e politico moldavo, primo ministro della Moldavia ad interim  dal 31 dicembre 2020 al 6 agosto 2021 e ministro degli affari esteri e dell'integrazione europea dal 14 novembre 2019 al 16 marzo 2020 e nuovamente dal 9 novembre 2020 al 6 agosto 2021.
Ha anche servito come ambasciatore in Germania, Danimarca, Cina e Stati Uniti.
Ciocoi è stato nominato primo ministro ad interim il 31 dicembre 2020 dopo che Ion Chicu, che aveva presentato le sue dimissioni una settimana prima, si era rifiutato di rimanere in carica fino alla formazione di un nuovo governo.